# Ernest Lambert
Pour les articles homonymes, voir Lambert.
Ernest Lambert (né le 12 février 1918 à Thionville, Moselle et mort fusillé le 8 juillet 1944, à Portes-lès-Valence, Drôme) est un des fondateurs de l'Armée juive, responsable du groupe de Lyon.

## Biographie
Ernest Lambert est né le 12 février 1918 à Thionville , Moselle,. Il est le fils de Isidore Lambert et de Elma Lambert. Il fait partie d'une fratrie de cinq enfants, dont Albert Lambert, Selma Lambert, et Ruth Lambert (née à Thionville , Moselle et morte circa 1996 à Lyon).
Il fait partie des Éclaireurs israélites de France.
Il épouse Anne-Marie Hana Geigler née le 10 mai 1920 et morte le 13 novembre 2003 à Jérusalem, Israël. Elle est la fille d'Israël Geiger et de Sabina Shayve Geiger (née Gross) (née en 1895 à Głogów, Pologne et morte à Jérusalem, Israël).
Ils ont une fille Shulamit Weller, née quelques mois après l’exécution de son père. Elle deviendra professeur d'histoire juive à l'université de Haifa en Israël.
Anne-Marie Lambert sera représentante d'Israël à l'UNESCO, avec le titre d'ambassadeur.
Après la guerre, Anne-Marie Lambert se remarie avec Eli Finkler, né le 30 juin 1914 à Tarnow en Pologne et mort le 28 janvier 1987 à Jérusalem, en Israël.

### Seconde Guerre mondiale
Prisonnier de guerre évadé, en 1942, il est recruté par Rodolphe Furth. Il s'engage dans l'Organisation juive de combat, organisation de résistance créée en France en 1942.
Il organise le départ clandestin d'enfants juifs vers la Palestine mandataire via l'Espagne.

### Arrestation
Maurice Hausner, Jacques Lazarus, Ernest Lambert et son épouse Anne-Marie Lambert sont arrêtés à la Gare de Lyon-Brotteaux le 22 juin 1944. Maurice Hausner et Anne-Marie Lambert parviennent à échapper à l'arrestation, mais pas Ernest Lambert.
Jacques Lazarus était un camarade de classe d'Ernest Lambert à l'école professionnelle juive à Strasbourg, devenue après la guerre l'école de l'Organisation reconstruction travail (ORT) . C'est Ernest Lambert qui le convainc à s'engager dans l'Armée juive.

## Honneurs
- Croix de guerre 1939–1945, avec étoile d'argent à titre posthume

## Mémoire

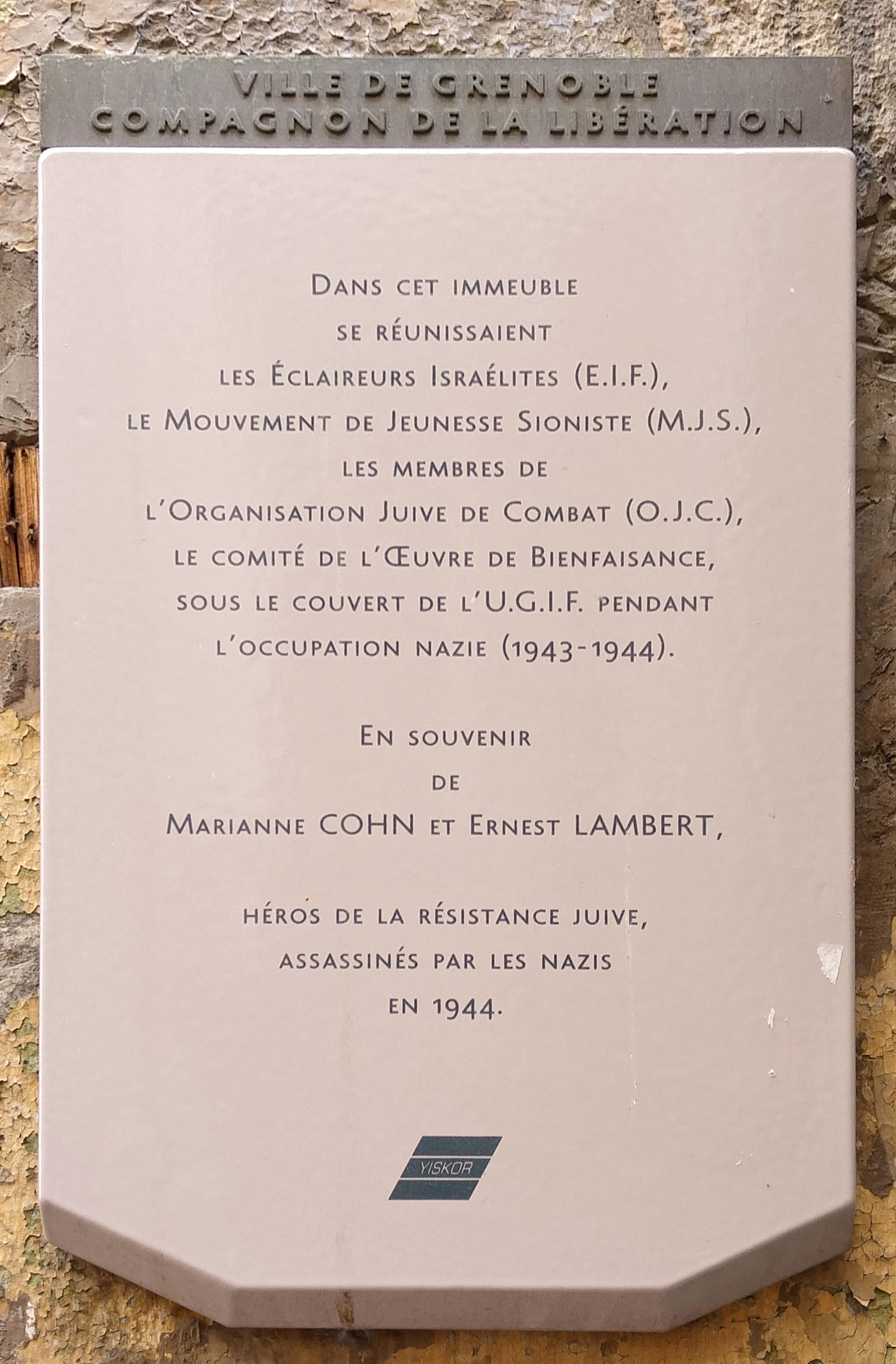
Plaque à la mémoire de Marianne Cohn et Ernest Lambert à Grenoble.

- Son nom[19] est inscrit sur une stèle au cimetière du "Grand Sablon" à La Tronche (Grenoble), en présence de sa fille Shula Weller[12].